# Bichaur
Bichaur (nep. बिचौर) – gaun wikas samiti w zachodniej części Nepalu w strefie Gandaki w dystrykcie Lamjung. Według nepalskiego spisu powszechnego z 2001 roku liczył on 504 gospodarstw domowych i 2428 mieszkańców (1240 kobiet i 1188 mężczyzn).